# دوج اسپریت
دوج اسپریت (Dodge Spirit) خودرویی است که در سال‌های ۱۹۸۹ تا ۱۹۹۵در ایالات متحده آمریکا و مکزیک تولید شده‌است.
این خودرو در کلاس خودرو سایز متوسط قرار گرفته و طراحی آن خودروهای موتور جلو-محور جلو بوده است. سیستم جعبه‌دندهٔ آن ۴ دنده به دو صورت خودکار و دستی است.